# 恋のベビーカー大作戦
『恋のベビーカー大作戦』（こいのベビーカーだいさくせん、La stratégie de la poussette）は2012年のフランスのロマンティック・コメディ映画。監督はクレモン・ミシェル、出演はラファエル・ペルソナとシャルロット・ルボンなど。
同じアパートに住む女性から預かった赤ちゃんを、別れた恋人を取り戻すために利用しようとする男を描いている。
2012年11月10日にアラス国際映画祭で初上映された。日本では劇場未公開だが、WOWOWシネマの番組『W座からの招待状』が全国の単館系劇場と行なっている無料興行イベント『旅するW座』の第4弾として2013年7月から9月まで6つの劇場で順次上映された。

## ストーリー
ささいなことで別れた恋人マリーを忘れられないトマは、同じアパートに住むメラニーから預かることになった赤ん坊を利用してマリーを取り戻そうと考える。そんな下心見え見えのトマを、新しい仕事も新しい恋人との関係も順調なマリーは相手にしなかったが、子育てに奮闘するトマの姿に徐々に心が動いて行く。そして遂にマリーがトマの想いを受け入れようとしたその時、赤ん坊がトマの子でないことがバレてしまう。当然のようにマリーは怒り、完全に終わったと諦めたトマだったが、思い直し、素直な気持ちをマリーにぶつける。そんなトマをマリーは受け入れ、改めて「出会い」からやり直すことにする。

## キャスト
- トマ・プラッツ: ラファエル・ペルソナ - イラストレーター。
- マリー・ドヴィル: シャルロット・ルボン - トマの元恋人。赤ちゃん教室を経営。
- ポール・ボルディノ: ジェローム・・コマンドール（フランス語版） - トマの親友。テニスコーチ。
- メラニー: カメリア・ジョルダナ（フランス語版） - トマと同じアパートの住人。急病で入院。
- ヴァレリー: ジュリー・フェリエ（フランス語版） - トマが赤ちゃん教室で出会ったシングルマザー。
- ジャン＝リュック・アモリー: フランソワ・ベルレアン - デザイン会社社長。子供好き。
- フランク・デル・リオ: フランソワ・ロラン（フランス語版） - トマにヌードカレンダーのイラストを依頼。
- ファブリス・ル・ガレック: クレモン・ミシェル（フランス語版） - マリーの赤ちゃん教室の歌手。
- フェリペ: バルタザール・リッツォ - マリーの赤ちゃん教室のマッサージ講師。
- ロレーヌ: アンヌ・シャリエ（フランス語版） - マリーが以前勤めていた病院の元同僚。
- 看護師: ギレーヌ・ロンデス（フランス語版）
- フロール: イェール - 看護師。

## 作品の評価
批評家からの評価は概ね低い。
Rotten Tomatoesによれば、13件の評論のうち、高く評価しているのは8%にあたる1件のみであり、平均して10点満点中3.42点を得ている。
Metacriticによれば、5件の評論のうち、高評価はなく、賛否混在は1件、低評価は4件で、平均して100点満点中20点を得ている。
アロシネによれば、フランスの9つのメディアによる評価の平均は5点満点中1.9点である。